# Distomus
Genre
Distomus est un genre d'ascidies de la famille des Styelidae.

## Liste d'espèces
Selon World Register of Marine Species (29 octobre 2023) :
- Distomus antiborealis Monniot, Monniot, Griffiths & Schleyer, 2001
- Distomus fuscus Delle Chiaje, 1841
- Distomus hupferi (Michaelsen, 1904)
- Distomus malayensis Sluiter, 1919
- Distomus pacificus Monniot & Monniot, 1991
- Distomus rudentiformis (Sluiter, 1915)
- Distomus variolosus Gaertner, 1774

## Systématique
Le nom valide complet (avec auteur) de ce taxon est Distomus Gaertner, 1774.
Distomus a pour synonyme :
- Psilostyela Sluiter, 1927